# God Help the Girl
God Help the Girl (pol. Boże, pomóż dziewczynie) – projekt muzyczny autorstwa Stuarta Murdocha, lidera szkockiej grupy indiepopowej Belle & Sebastian, w którym obok akompaniującego im zespołu wystąpiła również grupa wokalistek, m.in. Catherine Ireton. W ramach projektu ukazały się dotychczas single Come Monday Night, Funny Little Frog (w 2009) i Baby, You Are Blind (w 2010), główny album projektu, również zatytułowany God Help the Girl, oraz minialbum Stills (oba w 2009). Stuart Murdoch planuje w 2011 rozpocząć zdjęcia do filmu muzycznego, w którym pojawią się piosenki wydane na płytach.
Muzyka projektu God Help the Girl należy do muzyki popularnej z gatunku indie pop i jest w dużej części utrzymana w  stylistyce twórczości zespołu Belle & Sebastian – dwie piosenki (Funny Little Frog i Act of the Apostle) zostały wprost zaczerpnięte z wcześniejszego repertuaru tej grupy. W przeciwieństwie jednak do wcześniejszych utworów Belle & Sebastian, zespołu zdominowanego przez mężczyzn, w projekcie God Help the Girl główną rolę odgrywają nienależące do grupy wokalistki; również same piosenki opowiadają o sprawach dziewcząt, które właśnie wchodzą w dorosłe życie.

## Geneza projektu
Autorem projektu God Help the Girl jest Stuart Murdoch, pochodzący z Glasgow wokalista i lider szkockiej indiepopowej grupy Belle & Sebastian. W 2004, podczas trasy koncertowej promującej ich album Dear Catastrophe Waitress, wpadł na pomysł napisania serii piosenek, których bohaterkami mogłyby być dziewczęta i młode kobiety i które byłyby śpiewane nie przez jego grupę, lecz wokalistki. Z myślą o tym projekcie zaczął pisać nowe piosenki, na razie niewykorzystywane przez zespół; po jakimś czasie pojawiła się myśl ułożenia ich w logiczną całość i realizacji filmu muzycznego.
W poszukiwaniu wykonawczyń swoich piosenek Murdoch w 2004 zamieścił ogłoszenie w lokalnej gazecie w Glasgow. Pierwszymi wokalistkami, które dołączyły do projektu, były Celia Garcia z Edynburga w Szkocji, która odpowiedziała na ogłoszenie w gazecie, i Alex Klobouk z Niemiec, którą Stuart Murdoch spotkał podczas trasy promującej Dear Catastrophe Waitress. Lider Belle & Sebastian ogłosił także otwarte przesłuchania w portalu społecznościowym Imeem – kandydatki pragnące współpracować z zespołem miały przesłać swoje nagrania demo dwóch utworów: Funny Little Frog i The Psychiatrist Is In. Spośród ok. 400 zgłoszeń wybrano Brittany Stallings i Dinę Bankole ze Stanów Zjednoczonych, które w lutym 2008 zaproszono na próbną sesję nagraniową w Glasgow. Ostatecznie Funny Little Frog w projekcie zaśpiewała Brittany Stallings, Dina Bankole również pojawiła się w projekcie jako wykonawczyni innych utworów.
W 2008 i 2009 do projektu dołączyły również inne wokalistki, m.in. Asya z mającego swoją siedzibę w Seattle zespołu Smoosh, Linnea Jönsson ze Szwecji; w gronie tym znalazł się też jeden mężczyzna: Neil Hannon z zespołu The Divine Comedy.

## Współpraca z Catherine Ireton
Głównym odkryciem projektu okazała się Catherine Ireton, z którą Murdoch przypadkiem nawiązał kontakt w 2005. Catherine Ireton pochodzi z Limerick w Irlandii, studiowała na uniwersytecie w Cork, gdzie była wokalistką w popowo-jazzowym zespole elephant, z którym wydała płytę In the Moon. Zespół rozpadł się w lipcu 2005, ale wcześniej, w 2004, Michael John McCarthy, autor piosenek i gitarzysta zespołu elephant wyjechał na studia uzupełniające do Glasgow, gdzie przekazał album In the Moon swojej znajomej, która z kolei pokazała go Stuartowi. Kiedy Stuart wysłuchał albumu zespołu elephant, w marcu 2005 zaprosił Catherine Ireton, która studiowała wtedy na ostatnim roku i jednocześnie reżyserowała przedstawienia i grała w teatrze w Irlandii, do Glasgow i po sesji próbnej zaproponował jej współpracę. Piosenkarka zgodziła się i jeszcze w tym samym roku przeprowadziła się do Szkocji. Dołączyła do projektu z innymi wokalistkami, śpiewając i nagrywając wersje demo prawie wszystkich piosenek projektu.
W 2006 Catherine Ireton pojawiła się na okładce minialbumu Belle & Sebastian The White Collar Boy, chociaż nie wykonywała na nim żadnych utworów. Jako wokalistka wystąpiła dopiero w singlu Come Monday Night, a później głównym albumie projektu God Help the Girl, oba wydane zostały w 2009. Z 14 utworów nagranych na tej płycie Catherine Ireton śpiewa (solo lub z innymi wykonawcami) w 10 piosenkach.

## Płyty wydane w ramach projektu
W ramach projektu ukazały się dotychczas trzy single, minialbum Stills i album God Help the Girl, zawierające następujące utwory:
Come Monday Night – singel, wydany 11 maja 2009:
1. Come Monday Night (Catherine Ireton)
2. Howard Jones Is My Mozart – melorecytacja

God Help the Girl – główny album projektu, nagrywany w CaVa Studios w Glasgow od lutego 2008 i wydany 22 czerwca 2009:
1. Act of the Apostle (Catherine Ireton) – 2:43
2. God Help The Girl (Catherine Ireton) – 3:25
3. Pretty Eve in the Tub (Stuart Murdoch i Catherine Ireton) – 2:46
4. A Unified Theory (utwór instrumentalny) – 1:15
5. Hiding Neath My Umbrella (Catherine Ireton i Stuart Murdoch) – 3:44
6. Funny Little Frog (Brittany Stallings) 4:04
7. If You Could Speak (Catherine Ireton i Anna Miles) – 2:47
8. Musician Please Take Heed (Catherine Ireton) – 3:58
9. Perfection as a Hipster (Neil Hannon i Catherine Ireton) – 3:26
10. Come Monday Night (Catherine Ireton) – 3:28
11. Music Room Window (utwór instrumentalny) – 1:00
12. I Just Want Your Jeans (Asya) – 3:24
13. I'll Have to Dance with Cassie (Catherine Ireton) – 3:47
14. A Down and Dusky Blonde (Dina Bankole, Catherine Ireton, Celia Garcia, Brittany Stallings, Asya) – 4:49

Funny Little Frog – singel, wydany 31 lipca 2009:
1. Funny Little Frog (Brittany Stallings)
2. Mary's Market

Stills – minialbum, wydany 3 listopada 2009:
1. I'm in Love with the City (Catherine Ireton)
2. He's a Loving Kind of Boy (Stuart Murdoch)
3. Stills (Alex Klobouk)
4. Baby's Just Waiting (Celia Garcia)
5. The Psychiatrist Is In (Catherine Ireton)

Baby, You Are Blind – singel, wydany 24 maja 2010:
1. Baby, You Are Blind (Linnea Jönsson)
2. A Down and Dusky Blonde (Dina Bankole, nowa wersja)

Płyty zostały wydane przez macierzyste wytwórnie fonograficzne Belle & Sebastian: w Wielkiej Brytanii Rough Trade Records, a w Stanach Zjednoczonych Matador Records.
Promocja albumu miała miejsce podczas trasy koncertowej, którą grupa odbyła w listopadzie 2009: trzy koncerty odbyły się na Crossing Borders Festival w Hadze w Holandii (20 listopada), w 100 Club w Londynie (21 listopada) oraz w Usher Hall w Edynburgu (29 listopada), gdzie grupie i wokalistkom towarzyszyła BBC Scottish Symphony Orchestra.
Powyższe utwory obejmują tylko część materiału muzycznego, który dotychczas został nagrany w ramach projektu. Projekt God Help the Girl wciąż jest w fazie realizacji, według Stuarta Murdocha jego ukoronowaniem ma być film muzyczny, do którego zdjęcia mają rozpocząć się w 2011.

## Charakter i tematyka utworów
Autorstwo Murdocha i towarzyszenie wokalistkom zespołu Belle & Sebastian, grupy grającej muzykę popularną z nurtu indie pop, spowodowały, że piosenki z projektu God Help the Girl w swojej warstwie muzycznej wykazują wyraźne podobieństwa do pozostałej twórczości Murdocha i jego grupy. Podobieństwa te są tym bardziej widoczne, że niektóre z piosenek (Funny Little Frog, Act of the Apostle) zostały bezpośrednio zaczerpnięte z repertuaru zespołu i były wcześniej wykonywane przez samego Murdocha. W projekcie God Help the Girl zespół tym razem ograniczył się jednak do akompaniamentu, główną rolę odgrywają wokalistki – Catherine Ireton i inne; ściśle biorąc, wydanych singli i albumów nie można więc zaliczyć do dorobku grupy Belle & Sebastian.
Zaproszenie do współpracy wokalistek wynikało z tematyki piosenek i planowanego filmu: ich bohaterką jest dziewczyna o imieniu Eve (w roli tej ma wystąpić Catherine Ireton), która przerwała studia (na których nie była zbyt dobrą studentką), rozpoczyna pracę, pragnie jednak zmienić swoje życie i zostać piosenkarką lub autorką piosenek, ma również dużo problemów sercowych i innych osobistych – właśnie uciekła ze szpitalnego oddziału psychiatrycznego, gdzie przebywała jako pacjentka. W napisanych przez Murdocha piosenkach i ich wykonaniu przez wokalistki kłopoty te nie wyglądają jednak dramatycznie, większość piosenek utrzymana jest w pogodnym nastroju, często pojawiają się elementy ironii i autoironii, nawet piosenki bardziej refleksyjne, jak Come Monday Night, zachowują pogodny nastrój i cechują się łatwo wpadającą w ucho linią melodyczną. Pod względem muzycznym God Help the Girl jest nawiązaniem do, czy nawet pastiszem brytyjskich zespołów dziewczęcych występujących w latach 60. XX wieku, wzbogaconym o bogatą aranżację orkiestrową.